# بسك سفلي
بسك سفلي هي قرية في مقاطعة خوي، إيران. عدد سكان هذه القرية هو 1,944 في سنة 2006.